# Cyclosa xanthomelas
Cyclosa xanthomelas är en spindelart som beskrevs av Simon 1900. Cyclosa xanthomelas ingår i släktet Cyclosa och familjen hjulspindlar. Inga underarter finns listade i Catalogue of Life.